# 下北半島

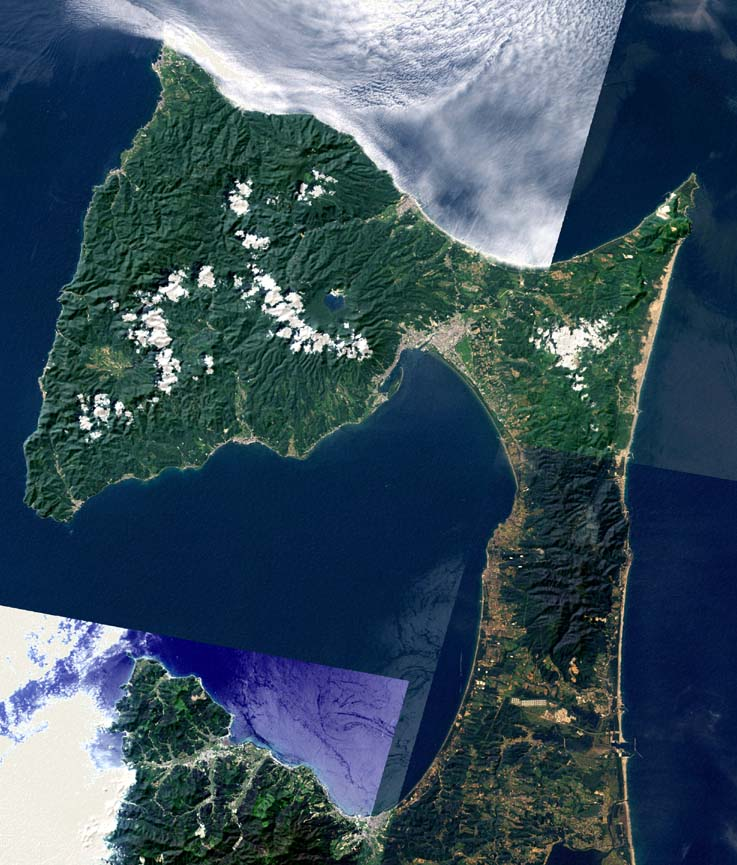
下北半島

下北半島（日语：／ Shimokita hantō */?）是位于日本青森縣東北部的一個半島，北临津轻海峡。整個半島為下北半島國定公園，本州島最北端大間崎與日本三大靈場之一的恐山位于該地。
因為舊斗南藩（以「北斗以南皆帝州」一句命名），所以也被稱為「斗南半島」，半島的形狀類似鉞（まさかり，斧的一種），因此又有「鉞半島」、「まさかり半島」等稱呼。

## 地理
位於青森縣東北部。從野邊地町附近的下北丘陵，向北直線突出。其北部向西突出成為一個大三角型的半島，讓陸奧灣東側的一半（野邊地灣與大湊灣）形成一個摟住的形柱。西邊隔著平館海峽眺望著津輕半島。半島的北東端為下北丘陵的終點尻屋崎，北西端為本州最北端大間崎。北側隔著津輕海峽，面向北海道的渡島半島。
「鉞之刃」的部分，主要由恐山山地組成，當中由釜臥山（879公尺）最高峰，幾乎沒有平地。與下北丘陵的交叉處為田名部低地，半島的中心都市陸奧市即在此地。「鉞之柄」的部分，南北約50公里、東西10-15公里。半島將陸奧灣及太平洋隔離開來，北部有全日本最大的沙丘地猿森沙丘。在南端太平洋側，半島的根部為小川原湖（其他還包含尾駮沼、鷹架沼、市柳沼、田面木沼、內沼、姊沼等）的河跡湖或堰塞湖。約20萬年前，本州、恐山山地、下北丘陵被海峽相隔開來，海流沖刷恐山山地後，大量的土砂沖積形成平原、形成太平洋側的沙丘跟河跡湖。另外，以綠色凝灰岩為主的孔山山地受到侵蝕作用而形成了佛浦（仏ヶ浦）奇岩群。
2012年，日本於下北半島對開的海床進行鑽探，達至2,111公尺的深度，創下海底鑽探的最深紀錄。

### 氣候
屬於日本海側氣候。

## 交通
道路方面，經由野邊地或六所村，複數道路對外連接著下北半島南部的三澤、八戶，以及青森市等津輕地方。現在聯繫對外的下北半島縦貫道路也正在建設中。
- 國道279號（田名部街道）
- 國道338號（北濱街道）
- 青森縣道5號野邊地六所線
- 青森縣道180號尾駮有戶停車場線
- 青森縣道179號泊陸奧橫濱停車場線
- 青森縣道7號陸奧東通線
- 青森縣道6號陸奧尻屋崎線　等

鐵道方面只有JR東日本的大湊線，並在野邊地站接續青森鐵道線（有直通服務）對外連接。過去曾經有下北交通大畑線，但在2001年被廢止。鐵路相當空白的地區，大湊線的站距又很長，因此另有下北交通的路線巴士在營運彌補不足。
下北半島西端與津輕地方，想要直線往返的話走海路最快。因此開行了陸奧市脇野澤、佐井村等地往返青森港的聯絡船（シィライン，位於青森市的第三部門船運公司）。另外還有，往返脇野澤、外濱町的蟹田港的「陸奧灣渡輪（むつ湾フェリー）」（冬天停駛），連結平館海峽兩側。
除此之外，還有開行由北端的大間町出發，開往北海道函館的津輕渡輪（津軽海峡フェリー）的航線。因此有不少居住於下北半島北部的居民，選擇搭渡輪前往北海道南端的大都市函館去購物、看病等。

## 觀光
下北半島整個半島都為下北半島国定公園。温泉勝地，觀光景點以尻屋崎、大間崎、以及以潮來為名的恐山為主。

## 關聯項目
- 日本秘境百選